# Ola Verde de Poza Rica
La Ola Verde de Poza Rica fue un equipo que participó en la Liga Nacional de Baloncesto Profesional con sede en Poza Rica, Veracruz, México.

## Historia
La Ola Verde de Poza Rica debutó en el año 2010 en la LNBP.